# Zabythocypris
Zabythocypris är ett släkte av kräftdjur. Zabythocypris ingår i familjen Bairdiidae.
Kladogram enligt Catalogue of Life:
| Zabythocypris | \| \| Zabythocypris helicina \| \| \| \| \| \| Zabythocypris heterodoxa \| \| \| \| |
|               | \| \| Zabythocypris helicina \| \| \| \| \| \| Zabythocypris heterodoxa \| \| \| \| |
|               | Anchistrocheles                                                                     |
|               |                                                                                     |
|               | Bairdia                                                                             |
|               |                                                                                     |
|               | Bairdoppilata                                                                       |
|               |                                                                                     |
|               | Bythocypris                                                                         |
|               |                                                                                     |
|               | Glyptobairdia                                                                       |
|               |                                                                                     |
|               | Neonesidae                                                                          |
|               |                                                                                     |
|               | Neonesidea                                                                          |
|               |                                                                                     |
|               | Paranesidea                                                                         |
|               |                                                                                     |
|               | Triebelina                                                                          |
|               |                                                                                     |
|               | Zabythocypris helicina                                                              |
|               |                                                                                     |
|               | Zabythocypris heterodoxa                                                            |
|               |                                                                                     |

|  | Zabythocypris helicina   |
|  |                          |
|  | Zabythocypris heterodoxa |
|  |                          |